# Klaus Becker (Regierungspräsident)
Klaus Becker (* 1934 in Celle) ist ein deutscher Jurist und Verwaltungsbeamter. Von 1981 bis 1990 war er Regierungspräsident des Regierungsbezirks Lüneburg.

## Leben
Becker studierte Rechtswissenschaft an den Universitäten in Freiburg im Breisgau und Göttingen. Er wurde zum Doktor der Rechte promoviert.
Becker war Leiter der Präsidialabteilung in der Niedersächsischen Staatskanzlei in Hannover und zeitweise Kabinettsdirektor des Ministerpräsidenten Ernst Albrecht. Von 1981 bis 1990 war er Regierungspräsident des Regierungsbezirks Lüneburg. Während der Proteste gegen das geplante Erkundungsbergwerk Gorleben 1984 rechtfertigte er die starke Polizeipräsenz rund um die Uhr im Kreis Lüchow-Dannenberg. Nach seiner Zeit als Regierungspräsident arbeitete er bis 1995 in Schwerin als Berater des Ministerpräsidenten von Mecklenburg-Vorpommern. Er lebt in Hannover.